# Operazioni navali della United States Navy nella prima guerra mondiale
La marina statunitense fu coinvolta in entrambe le guerre mondiali ma giocò un ruolo decisivo solo nel secondo conflitto. In particolare l'arma subacquea era rimasta piuttosto indietro rispetto alle altre grandi potenze per cui il suo impiego non produsse alcun risultato tangibile. Infatti l'impiego dei sommergibili statunitensi nella prima guerra mondiale fu nel concreto alquanto limitato, visto che gli Stati Uniti entrano in guerra nel 1917 con solo una manciata di sommergibili (42 di cui 24 diesel) di tipo costiero, che furono utilizzati per scortare il naviglio alleato o in funzione antisom per pattugliare la costa est del paese; i più moderni di essi, comunque, furono impiegati all'estero per pattugliare il mare al largo delle Azzorre e dell'Irlanda.

## Flotta
La consistenza della flotta era:
| Tipo                               | Forza in agosto 1914 | Nuove costruzioni prima dell'entrata in guerra | Nuove costruzioni dopo l'entrata in guerra | Perdite 1914-1918* |
| ---------------------------------- | -------------------- | ---------------------------------------------- | ------------------------------------------ | ------------------ |
| Dreadnoughts                       | 10                   | 4                                              | 2                                          | 0                  |
| Incrociatori da battaglia          | 0                    | 0                                              | 0                                          | 0                  |
| Pre-Dreadnoughts                   | 24                   | 0                                              | 0                                          | 0                  |
| Navi per la difesa costiera        | 0                    | 0                                              | 0                                          | 0                  |
| Incrociatori pesanti               | 12                   | 0                                              | 0                                          | 1+1                |
| Incrociatori protetti              | 24                   | 0                                              | 0                                          | 1+0                |
| Incrociatori leggeri               | 3                    | 0                                              | 0                                          | 0                  |
| Portaerei e navi porta idrovolanti | 0                    | 0                                              | 0                                          | 0                  |
| Cacciatorpediniere                 | 50                   | 18                                             | 46                                         | 0+2                |
| Sommergibili                       | 27                   | 15                                             | 30                                         | 1+1                |
| Totale                             | 147                  | 44                                             | 78                                         | 3+4                |

*La prima cifra indica le perdite prima dell'entrata in guerra (aprile 1917). I sottomarini affondati ma recuperati e rimessi in servizio non sono considerati tra le perdite.
Le perdite furono marginali dato che la flotta di superficie tedesca era stata di gran lunga superata in termini numerici e che l'offensiva principale del nemico era diretta verso il naviglio commerciale.
| Anno                    | Tipo                  | Nome                  | Numero |
| ----------------------- | --------------------- | --------------------- | ------ |
| 1914                    | -                     | -                     | -      |
| 1915                    | sommergibile          | Skate                 | 1      |
| 1916                    | incrociatore protetto | Memphis               | 1      |
| 1917 (ante aprile 1917) | incrociatore protetto | Milwaukee             | 1      |
| 1917 (post aprile 1917) | cacciatorpediniere    | Chauncey, Jacob Jones | 2      |
| 1917 (post aprile 1917) | sommergibile          | Carp                  | 1      |
| 1918                    | incrociatore pesante  | San Diego             | 1      |

## Flotta di superficie
La marina statunitense inflisse poche perdite alla marina imperiale tedesca. Il ruolo più importante fu come deterrente dato che il 2 dicembre 1917, la marina spedì una divisione di 5 navi da battaglia (US Battleship Division 9) a Scapa Flow sede della Royal Navy per rafforzare la flotta che avrebbe dovuto prevenire una possibile sortita del nemico. Queste navi costituirono la sesta squadra della flotta da battaglia della marina britannica. Successivamente tre dreadnought (Battleship Division 6) vennero basate a Berehaven, baia di Bantry, sud Irlanda per contrastare quegli incrociatori da battaglia che avessero eluso il blocco navale.
Alcune pre-dreadnoughts, incrociatori pesanti e protetti furono impiegati come scorte ai convogli lungo le coste delle americhe e nell'atlantico.
I tre incrociatori leggeri della classe Chester assieme ad alcune vecchie cannoniere e cacciatorpediniere vennero basati a Gibilterra impegnati nella scorta ai convogli in quelle acque. I cacciatorpediniere (basati a Queenstown, Irlanda, St. Nazaire e Brest, Francia) facevano parte di una pattuglia di una quarantina circa mandata in europa per la protezione dei convogli ma soprattutto dei trasporti dei soldati statunitensi che andavano ad alimentare il fronte occidentale.

## Flotta sottomarina
Allo scoppio della prima guerra mondiale la marina statunitense aveva 29 sommergibili in servizio. Tra questi vi erano gli immediati successori della classe Holland VI (8 sommergibili delle classi A e B basati nelle Filippine) e le prime due unità della classe K appena entrati in servizio. Quando gli Stati Uniti entrarono in guerra nell'aprile del 1917, il numero dei sommergibili in servizio era salito 42 con l'ingresso di altri 6 della classe K e 7 della più recente classe L. Comunque anche i migliori di essi erano, al più, utilizzabili per la difesa costiera e portuale avendo un dislocamento di circa 450 t e una lunghezza di 165 piedi. Inoltre l'autonomia di 3 000 miglia a 11 nodi li rendeva a malapena capaci di attraversare l'Atlantico. In quel periodo, comunque, erano in costruzione le classi successive N e O e in coda sarebbero seguiti 27 battelli della classe R. Comunque solo i 3 battelli della classe T impostati tra il 1916 il 1917 potevano realmente essere classificati come "oceanici" ma entrarono in servizio ben oltre l'armistizio.

### Classi
Nel periodo anteguerra la marina degli Stati Uniti non aveva che mezzi molto datati di tipo quasi sperimentale. La classe Holland risale al 1900 e la Plunder (classe leggermente derivata dalla Holland) venne introdotta in servizio solo 11 anni dopo. Nel 1912 la marina sostituì i motori a benzina con i motori diesel dall'accensione meno complicata e che producevano fumi di combustione meno pericolosi. I sommergibili USS Skipjack (SS-24) e USS Sturgeon (SS-25) furono i primi sommergibili statunitensi equipaggiati con motori diesel.
Le classi impiegate sul teatro europeo furono essenzialmente la L e la K mentre la classe O non fece in tempo ad entrare in azione dato che l'armistizio venne firmato pochi giorni dopo l'arrivo dei battelli nelle Azzorre.

#### Classe L
Battello costiero dalla forma arrotondata e perciò soprannominato "pig boat". Costruito in 11 esemplari derivata dagli sviluppi di un gran numero di unità precedenti, come la Classe G e la Classe H, la Classe L aveva un cannone da 76 mm retrattile per motivi idrodinamici, ma questo comportava un grande spreco di spazio interno. Seguirono le classi successive, come la N, O e R, simili alla "L".

#### Classe K
I sommergibili K-1 (SS-32), K-2 (SS-33), K-5 (SS-36), K-6 (SS-37) furono i primi sommergibili statunitensi ad entrare in azione nella prima guerra mondiale.

#### Classe O
Con un costo unitario di $550 000 vennero realizzati in 16 esemplari. Furono i primi sommergibili con motori diesel con una certa affidabilità. I battelli O-11, O-12, O-13, O-14, O-15, O-16 vennero detti "classe O modificata". Questi battelli si dimostrarono deludenti.

### Impiego operativo

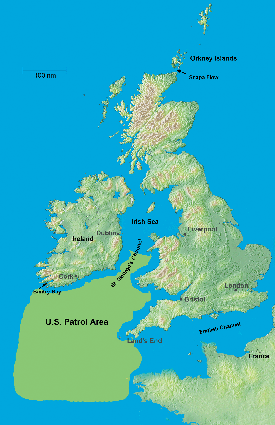
Zona di pattugliamento dei sommergibili statunitensi

Nel giugno del 1917 l'alto comando della marina statunitense propose di assegnare un contigente di battelli costieri con compiti anti sommergibile nel mare del nord, manica e mare d'Irlanda. 12 sommergibili vennero assegnati a tale compito basati nelle Azzorre e nell'Irlanda del sud. Questi vennero scelti tra i più moderni ossia: USS K-1, K-2, K-5, K-6, E-1 (costituenti la SUBDIV 4) per le Azzorre e USS L-1, USS L-2, USS L-3, USS L-4, USS L-9, USS L-10, USS L-1 (costituenti la SUBDIV 5) di base a Bantry Bay, Irlanda.

#### La divisione 4

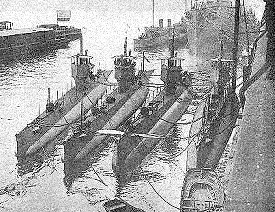
Foto dei sommergibili USS K-1, K-2, K-5, and K-6, nelle Azzorre, ottobre 1917

Data la scarsa affidabilità dei sommergibili e la scarsa autonomia in ottobre, i 4 battelli della classe K vennero trainati dal sommergibile USS Bushnell (AS-2) e dal vecchio incrociatore protetto USS Chicago da Provincetown, Massachusetts a  Halifax, Nuova Scozia. In seguito proseguirono il viaggio verso le Azzorre trainati dal monitore USS Tonopah (BM-8).
Date le cattive condizioni di navigazione nel nord atlantico il traino presentò diversi problemi ma fu l'unica soluzione possibile dato che quando i sommergibili tentarono di proseguire da soli furono affetti da continui guasti alle macchine. Comunque i persistenti problemi meccanici tennero i sommergibili fuori da impieghi operativi per quasi un anno.

#### La divisione 5

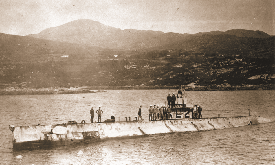
Foto del sommergibile USS L-2 (SS-41) a Bantry Bay, Irlanda

I battelli della classe L della SUBDIV, assieme all'E-1, furono trainati in dicembre da Newport a Ponta Delgada nelle Azzorre dal Bushnell e da tue rimorchiatori oceanici. A causa di un uragano la flotta venne spinta verso le Bermuda. Così un rimorchiatore e un sommergibile furono costretti a tornare a Boston per le riparazioni. L'altro rimorchiatore e 4 sommergibili raggiunsero Bantry Bay il 27 gennaio 1918 seguiti, poi, da altri tre. I sommergibili vennero rinominati classe “AL” al fine di evitare confusione con la classe L della marina britannica e iniziarono a prepararsi per i compiti antisom al largo della costa sud irlandese.
In media, su sette battelli, tre stazionavano in porto per la manutenzione e il riposo dell'equipaggio e quattro erano in missione per otto giorni. I sottomarini passavano il giorno immersi a quota periscopio alla ricerca dei sommergibili tedeschi e la notte emergevano per ricaricare le batterie. Durante la loro attività vennero registrati 21 avvistamenti che portarono, in quattro occasioni, al lancio di siluri. Non vennero registrati affondamenti di sorta.
In un caso, mentre tornava da una missione, il sommergibile AL-2 registrò, nei pressi di Fastnet Rock, l'affondamento del sommergibile tedesco UB-65 in seguito ad un'esplosione a bordo.

#### Le divisioni 6 e 8

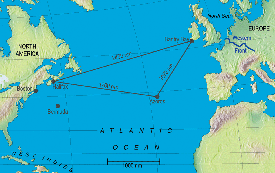
Il percorso dei sommergibili verso il teatro europeo

Nell'autunno del 1918 due divisioni aggiuntive vennero inviate in Europa: la SUBDIV 6 (composta dai battelli L-5, L-6, L-7 e L-8) che lasciò Charleston per le Azzorre il 20 ottobre e la SUBDIV 8 (composta dai battelli O-3, O-4, O-5, O-6, O-7, O-8, O-9, e O-10) che salpò da Newport per Bantry Bay il 2 novembre. Queste unità non ebbero impiego alcuno dato che l'armistizio fu firmato poco dopo il loro arrivo sul teatro di operazioni.

### Conseguenze

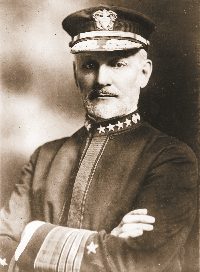
Foto dell'ammiraglio William S. Sims, comandante delle forze navali statunitensi in Europa durante la prima guerra mondiale

Quando la guerra terminò la marina disponeva di 74 sommergibili con 59 aggiuntivi in costruzione. Con l'eccezione di due battelli persi a causa di incidenti (l'F-4 al largo di Honolulu nel 1915 e il F-1 vicino a San Diego nel 1917) nessun sommergibile venne perso durante il conflitto. Già nel febbraio del 1919 tutti i sommergibili fecero rientro in patria e vennero messi fuori servizio progressivamente entro il 1923 rimpiazzati dalla nuova classe S che beneficiò delle lezioni apprese durante il conflitto.
I cantieri principali utilizzati furono il Lake Torpedo Boat Company e il Portsmouth Naval Shipyard nel New Hampshire; ma mentre il primo, con il taglio delle commesse al termine della guerra, interruppe l'attività nel 1922 il secondo divenne uno dei maggiori costruttori degli USA e tra il 1924 e il 1929 progettò e costruì 5 sommergibili lunghi 381 piedi. Tra il 1932 e il 1941 il Portsmouth Naval Shipyard costruì 22 sommergibili oceanici da 1500 tonnellate. Fu in quel periodo che venne varato il primo sommergibile USS Pike (SS-173) completamente saldato che permise una maggiore protezione contro le cariche di profondità e una maggiore quota di immersione.

### La vita a bordo dei battelli
L'ammiraglio William S. Sims, comandante della marina statunitense in Europa, descrisse nel suo libro The Victory at Sea le condizioni di vita a bordo dei battelli:
«Anche nelle più fredde giornate d'inverno non ci si può riscaldare con l'elettricità perché essa era preziosa e doveva essere utilizzata esclusivamente per il battello. La temperatura all'interno del sottomarino era la stessa dell'acqua in cui si navigava. L'ambiente stretto, l'aria pesante carica dell'odore di olio da motori e degli odori della cucina, e la necessità di navigare per giorni senza un poter avere un bagno o addirittura potersi lavare si aggiungevano al disagio generale… Era quasi impossibile scrivere per il troppo freddo, o leggere per la scarsa luce. Inoltre, a causa del movimento della nave, era difficile mettere a fuoco le pagine. Era consentito fumare modicamente ma l'aria era così viziata che solo aspirando incessantemente e con forza si poteva mantenere la sigaretta accesa. Una delle cose più fastidiose della vita a bordo del sottomarino era dovuta al fatto che l'aria si condensava sulle pareti con l'aumentare del freddo in modo che praticamente tutto diventava umido. Quando il marinaio stava nella sua cuccetta l'umidità condensata gli cadeva addosso come gocce di pioggia. Questa combinazione di disagi  dopo aver trascorso un paio d'ore in immersione produceva quello stato mentale conosciuto come "stordito"».